# Министерство на здравеопазването на България
Министерството на здравеопазването (съкратено МЗ) е държавна институция в България, която отговаря за постигането на по-добро здраве за гражданите чрез интегрирана профилактика, ранна диагностика и ефективно лечение на заболяванията и уврежданията сред населението на страната. Сградата на МЗ се намира на бул. „Александър Стамболийски“.
Централната администрация на министерството се намира в сграда на площад „Света Неделя“ №5 в София.

## История
Министерството на здравеопазването води началото си от създаденото с Указ №14 от 9 септември 1944 г. Министерство на народното здраве (МНЗ). От 29 декември 1950 г. към министерството преминава Дирекция „Социални грижи“ (от Министерството на труда и социалните грижи, което се закрива с Указ № 686), с което се променя наименованието му на Министерство на народното здраве и социалните грижи (МНЗСГ). По-късно от състава на министерството се отделят „социалните грижи“ и с това то отново се преименува в МНЗ (с Указ № 1156 от 27 декември 1968 г.). От 19 август 1987 г. МНЗ се преобразува (с Указ № 2656) отново в Министерство на народното здраве и социалните грижи (МНЗГ).
На 21 септември 1990 г. с Решение на VII велико народно събрание „социалните грижи“ се преминават към Министерство на заетостта и социалните грижи, а „народното здраве“ към новосъздаденото Министерство на здравеопазването (МЗ).

## Структура
Към 10 септември 2018 г. министерството има следната структура:
- Инспекторат
- Финансови контрольори
- Звено „Вътрешен одит“
- Звено „Сигурност на информацията“
- Специализирана администрация
  - Дирекция „Медицински дейности“
  - Дирекция „Здравен контрол"
  - Дирекция „Промоция и профилактика на болести и зависимости“
  - Дирекция „Лекарствена политика“
  - Дирекция „Планиране, анализ и контрол“
  - Дирекция „Международни дейности“
  - Дирекция „Международни проекти и електронно здравеопазване“
  - Дирекция „Търговски дружества и собственост“
  - Дирекция „Обществени поръчки“
- Обща администрация
  - Дирекция „Бюджет и финанси“
  - Дирекция „Административни дейности“
  - Дирекция „Връзки с обществеността и протокол“
  - Дирекция „Правна“